# МАЗ-206
МАЗ-206 — белорусский полунизкопольный городской автобус среднего класса Минского автомобильного завода. Предназначен для крупных городов со средним либо умеренно-пониженным пассажиропотоками. По состоянию на лето 2023 года, выпущено не менее 4300 штук.

## Характеристики
Длина автобуса и пассажировместимость больше, чем у МАЗ-256, но меньше, чем у городских автобусов класса МАЗ-103. МАЗ-206 может применяться на ненапряжённых городских маршрутах, в качестве служебного или VIP-автобуса, а также ориентируется на пригородные маршруты.
Автобус имеет низкий пол в передней части, где расположена большая накопительная площадка с местом для инвалидной коляски, а также небольшое количество сидений. Сразу за второй дверью уровень пола повышается — здесь расположены по два ряда сидений с каждой стороны. Всего, как правило имеется 25 сидячих мест. В модификациях, предназначенных для работы на сжиженном природном газе, размещено только 22 места — последний ряд сидений убран для размещения на его месте криобаллона, также в автобусах этой модификации отсутствует заднее стекло. В автобусе МАЗ-226 количество мест увеличено до 31 за счёт размещения сидений на накопительной площадке.
Автобус может оснащаться двигателем ММЗ Д-245.30, Mercedes-Benz OM904LA и другими двигателями, 6-ступенчатой гидромеханической АКПП производства ZF либо 6-ступенчатой МКПП ZF 6S 700 BO и другими коробками. Возможны и другие коробки передач. Двигатели Д-245 и OM904LA — рядные 4-цилиндровые турбодизели, автоматическая коробка передач ZF Ecomat 6HP 504 °C — с гидротрансформатором, гидравлическим замедлителем и тремя планетарными рядами, ручная КПП — синхронизированная с прямой 5-й и повышающей 6-й передачами.
| Название    | Модель двигателя           | Тип КПП        | Модель КПП                           | ЭКО стандарт | Годы выпуска | Примечание                                                    |
| ----------- | -------------------------- | -------------- | ------------------------------------ | ------------ | ------------ | ------------------------------------------------------------- |
| МАЗ-206.000 | ММЗ Д-245.30               | механическая   | СААЗ-4334М2                          | Евро-2       | 2006         | единственный экземпляр                                        |
| МАЗ-206.015 | Mercedes-Benz OM924LA      | автоматическая | ZF 6AP1000B                          | Евро-5       |              |                                                               |
| МАЗ-206.045 | Weichai WP4.6NQ 220E50     | автоматическая | Allison T375w/Ret                    | Евро-5       | 2021         |                                                               |
| МАЗ-206.047 | Weichai WP4.6NQ 220E50     | автоматическая | FastGear FC6A145RB                   | Евро-5       | с 2022       |                                                               |
| МАЗ-206.060 | Mercedes-Benz OM904LA      | механическая   | ZF 6S 710 BO                         | Евро-3       | 2006—2013    |                                                               |
| МАЗ-206.063 | Mercedes-Benz OM924LA      | механическая   | ZF 6S 1010 BO                        | Евро-5       | 2012—2020    |                                                               |
| МАЗ-206.066 | Mercedes-Benz OM904LA      | автоматическая | Voith D854.5                         | Евро-4       | 2013         | единственный экземпляр                                        |
| МАЗ-206.067 | Mercedes-Benz OM904LA      | автоматическая | ZF Ecomat 6HP 504 °C                 | Евро-3       | 2007—2014    |                                                               |
| МАЗ-206.068 | Mercedes-Benz OM904LA      | автоматическая | ZF Ecomat 6HP 504 °C                 | Евро-4       | 2007—2015    |                                                               |
| МАЗ-206.069 | Mercedes-Benz OM904LA      | автоматическая | ZF Ecomat 6HP 504 °C                 | Евро-5       | 2008—2012    |                                                               |
| МАЗ-206.070 | Deutz BF4M1013FC           | механическая   | ZF 6S 700 BO                         | Евро-3       | 2014         | единственный экземпляр                                        |
| МАЗ-206.085 | Mercedes-Benz OM904LA      | автоматическая | Allison T270w/Ret                    | Евро-5       | 2012—2019    |                                                               |
| МАЗ-206.086 | Mercedes-Benz OM924LA      | автоматическая | Allison T270w/Ret, Allison T375w/Ret | Евро-5       | 2013—2021    |                                                               |
| МАЗ-206.486 | Mercedes-Benz OM924LA      | автоматическая | Allison T270w/Ret                    | Евро-5       | 2021         | рестайлинг                                                    |
| МАЗ-206.945 | Weichai Power WP5NG 200E51 | автоматическая | Allison T270w/Ret                    | Евро-5       | 2019—2022    | СПГ                                                           |
| МАЗ-206.946 | Weichai Power WP5NG 200E51 | автоматическая | Allison T270w                        | Евро-5       | c 2021       | КПГ                                                           |
| МАЗ-206.947 | Weichai Power WP5NG 200E51 | автоматическая | FastGear FC6A145RB                   | Евро-5       | с 2022       | СПГ                                                           |
| МАЗ-206.948 | Weichai Power WP5NG 200E51 | автоматическая | FastGear FC6A145RB                   | Евро 5       | с 2022       | КПГ                                                           |
| МАЗ-208     | Mercedes-Benz              |                |                                      |              | 2017         | Версия для Вьетнама, минимум на 50 мм уже оригинальной модели |
| Lotos-206   | Yuchai YC4G190N-50         | автоматическая | Allison T270w                        | Евро-5       | 2016—2021    | КПГ                                                           |

| Название    | Модель двигателя      | Тип КПП        | Модель КПП           | ЭКО стандарт | Годы выпуска | Примечание                  |
| ----------- | --------------------- | -------------- | -------------------- | ------------ | ------------ | --------------------------- |
| МАЗ-226.047 |                       |                |                      | Евро-5       | с 2023       |                             |
| МАЗ-226.060 | Mercedes-Benz OM904LA | механическая   | ZF 6S 710 BO         | Евро-3       | 2007—2014    |                             |
| МАЗ-226.063 | Mercedes-Benz OM924LA | механическая   | ZF 6S 1010 BO        | Евро-5       | 2013—2021    |                             |
| МАЗ-226.067 | Mercedes-Benz OM904LA | автоматическая | ZF Ecomat 6HP 504 °C | Евро-3       | 2007—2013    |                             |
| МАЗ-226.068 | Mercedes-Benz OM904LA | автоматическая | ZF Ecomat 6HP 504 °C | Евро-4       | 2013—2014    |                             |
| МАЗ-226.069 | Mercedes-Benz OM904LA | автоматическая | ZF Ecomat 6HP 504 °C | Евро-5       | 2012         |                             |
| МАЗ-226.085 | Mercedes-Benz OM904LA | автоматическая | Allison T270w/Ret    | Евро-5       | 2014—2016    |                             |
| МАЗ-226.086 | Mercedes-Benz OM924LA | автоматическая | Allison T270w/Ret    | Евро-5       | с 2014       |                             |
| Lotos-226   | Yuchai YC4G190N-50    | автоматическая | Allison T270w        | Евро-5       | 2016—2021    | КПГ, единственный экземпляр |

## История
14 июня 2006 года прошла внутренняя презентация автобуса для руководства и работников Минского автомобильного завода, в августе 2006 года на Московском автосалоне МАЗ-206 был признан лучшим городским автобусом. И в 2007 году началось серийное производство автобуса.
В 2012 году в Иванове один из автобусов МАЗ-206 был переделан в троллейбус МАЗ-206Т, а позднее передан в эксплуатацию в Видное.
Также в 2007 году была выпущена пригородная модификация автобуса МАЗ-226. Одним из его отличий от базового автобуса является большое количество сидячих мест (увеличено до 31) возле второй двери. Также может быть встроен небольшой багажный отсек.
В 2017 году была поставлена партия автобусов МАЗ-103 и МАЗ-208 в Ханой. Модель МАЗ-208 уже, чем оригинальная модель, минимум на 50 мм.
В 2021 году на маршруты в Москве вышли автобусы МАЗ-206.486 с изменённым дизайном (рестайлингом) передней части фар, которое походит на автобусы НефАЗ-5299. С августа 2021 года автобусы МАЗ-206.945 и МАЗ-206.947 с аналогичным дизайном эксплуатируются в Санкт-Петербурге. В 2022 году в рамках НМТО поступило 889 автобусов моделей МАЗ-203 и МАЗ-206 на КПГ и СПГ различных модификаций.
С февраля 2023 года новые автобусы с рестайлингом стали появляться и в Республике Беларусь: город Пинск Брестской области получил 3 автобуса МАЗ-206.047 с рестайлингом, став первым обладателем рестайлинговых МАЗ-206.
Также в 2023 году завод произвёл первый экземпляр автобуса МАЗ-226.047. Его обладателем стало ОАО «Автобусный парк г. Барановичи».

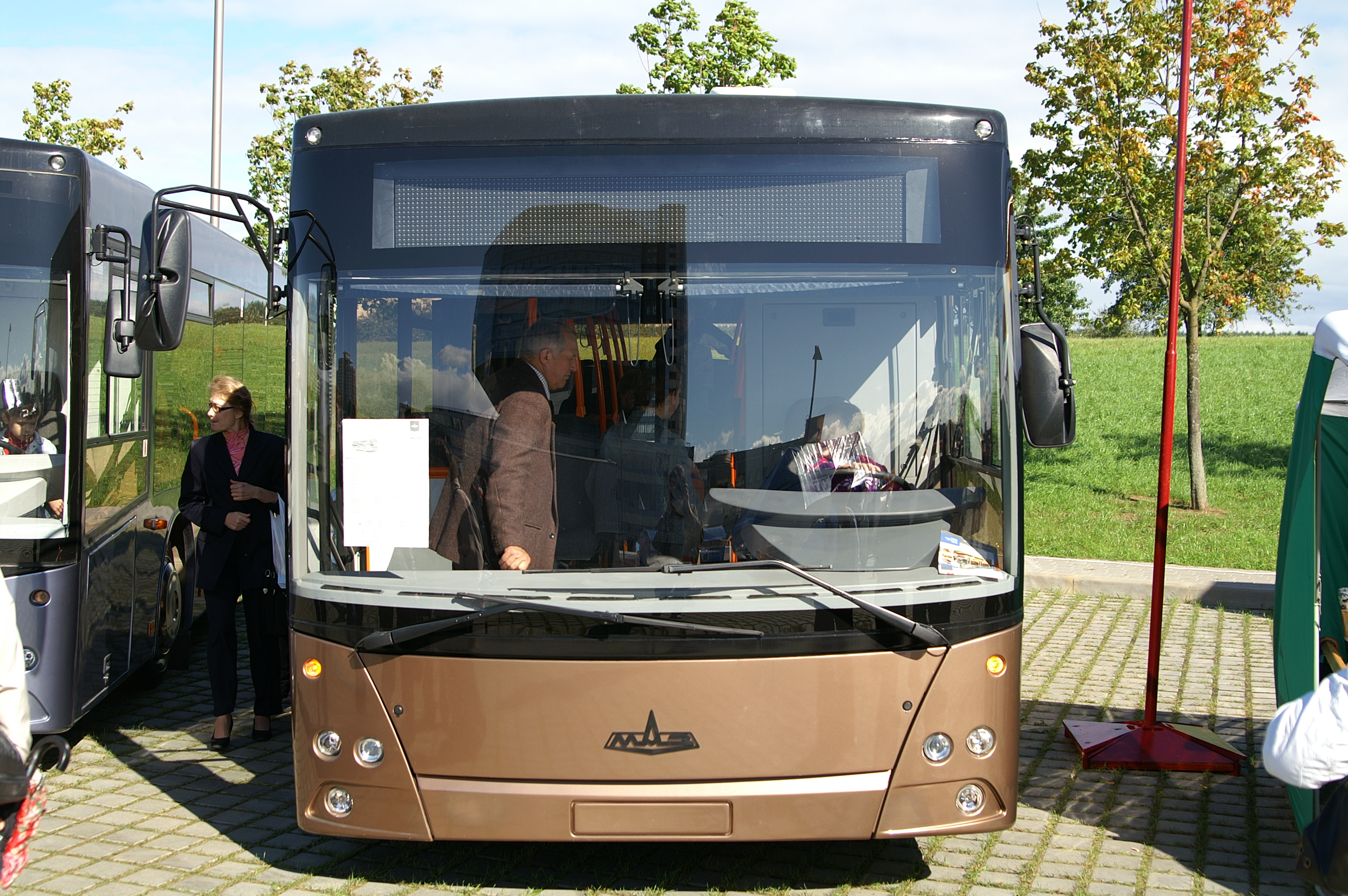
МАЗ-206 на презентации в Минске, вид спереди
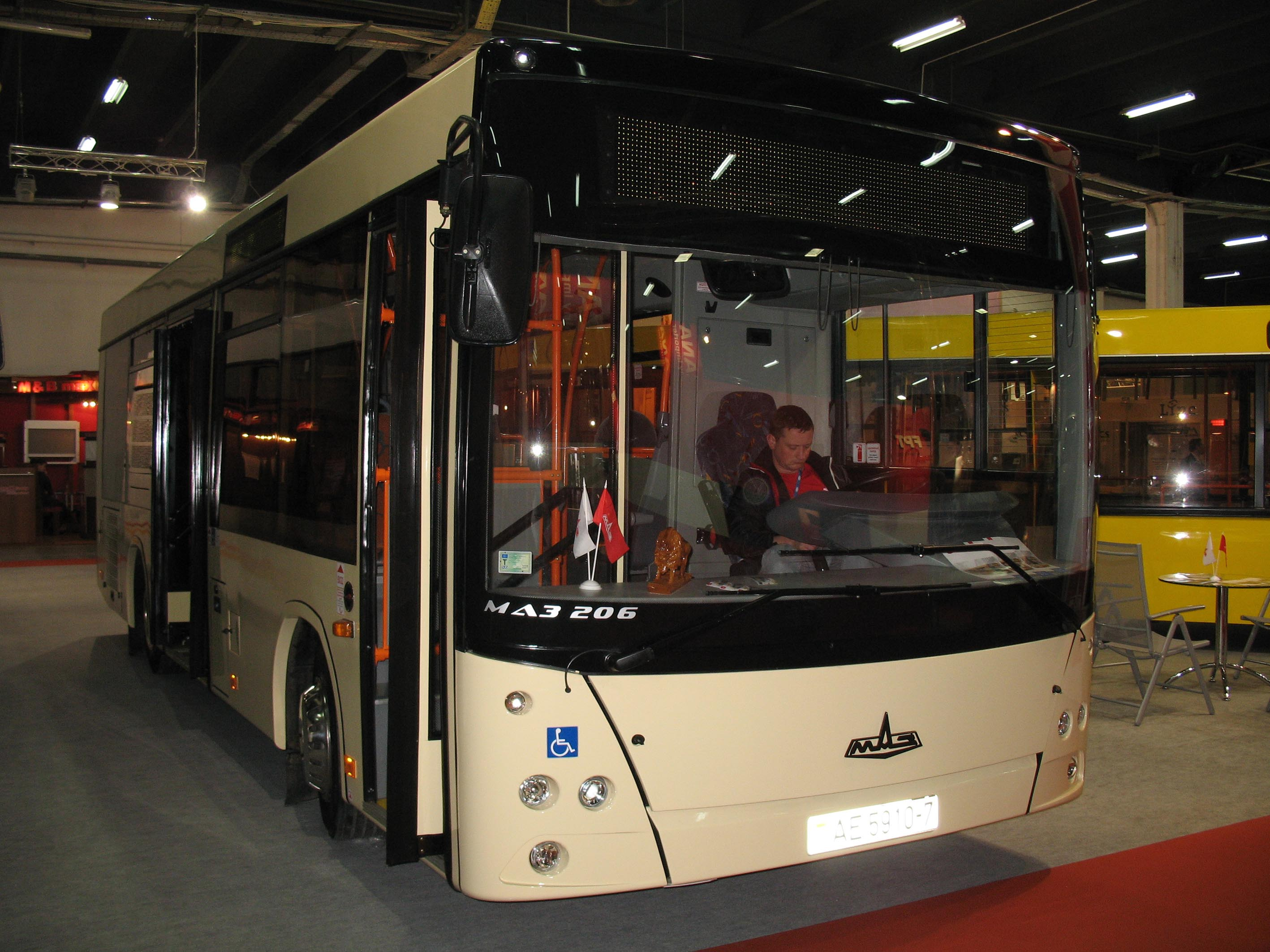
МАЗ-206, вид спереди (TRANSEXPO 2008, Кельце)
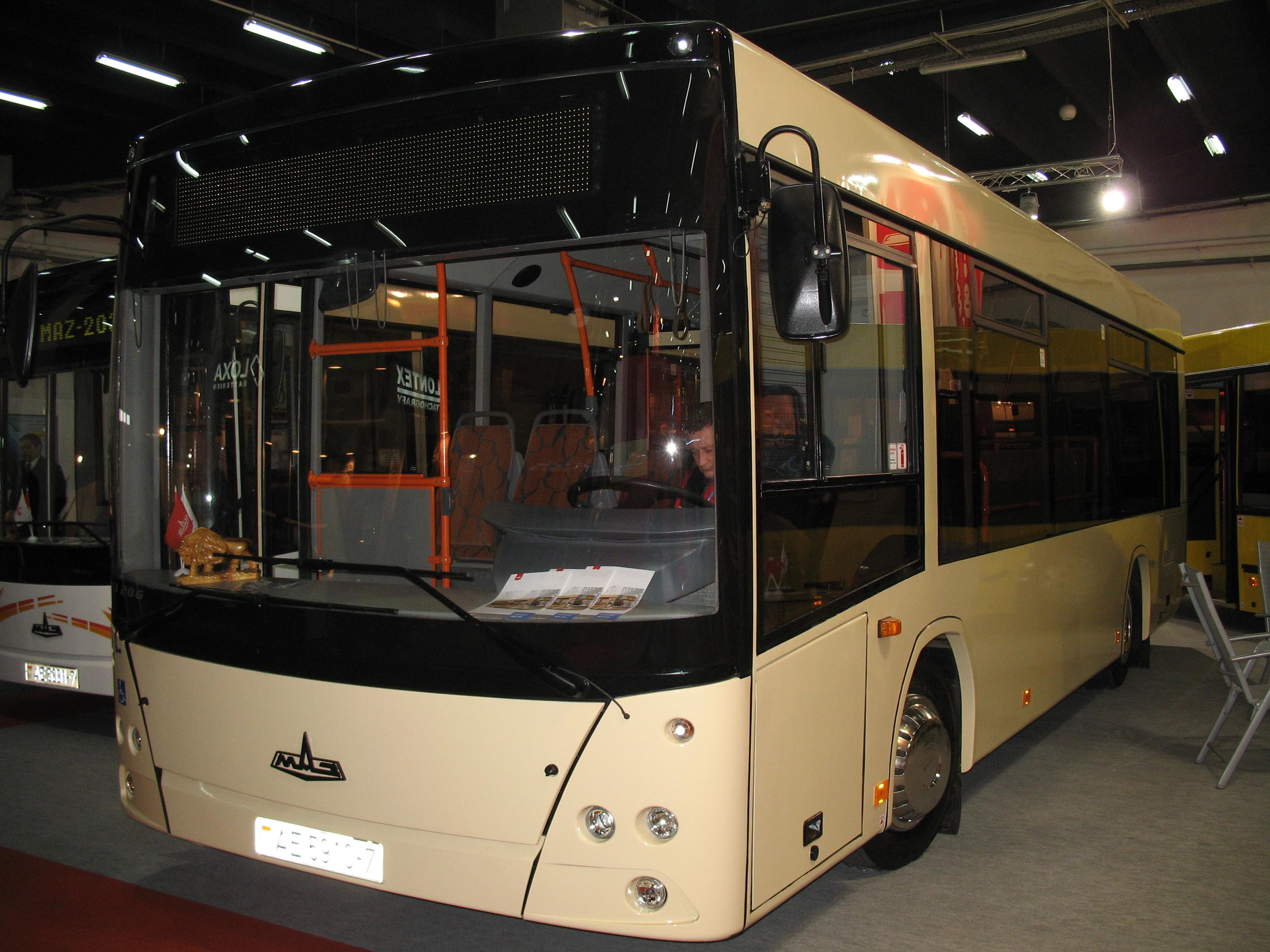
МАЗ-206, вид спереди слева (TRANSEXPO 2008, Кельце)
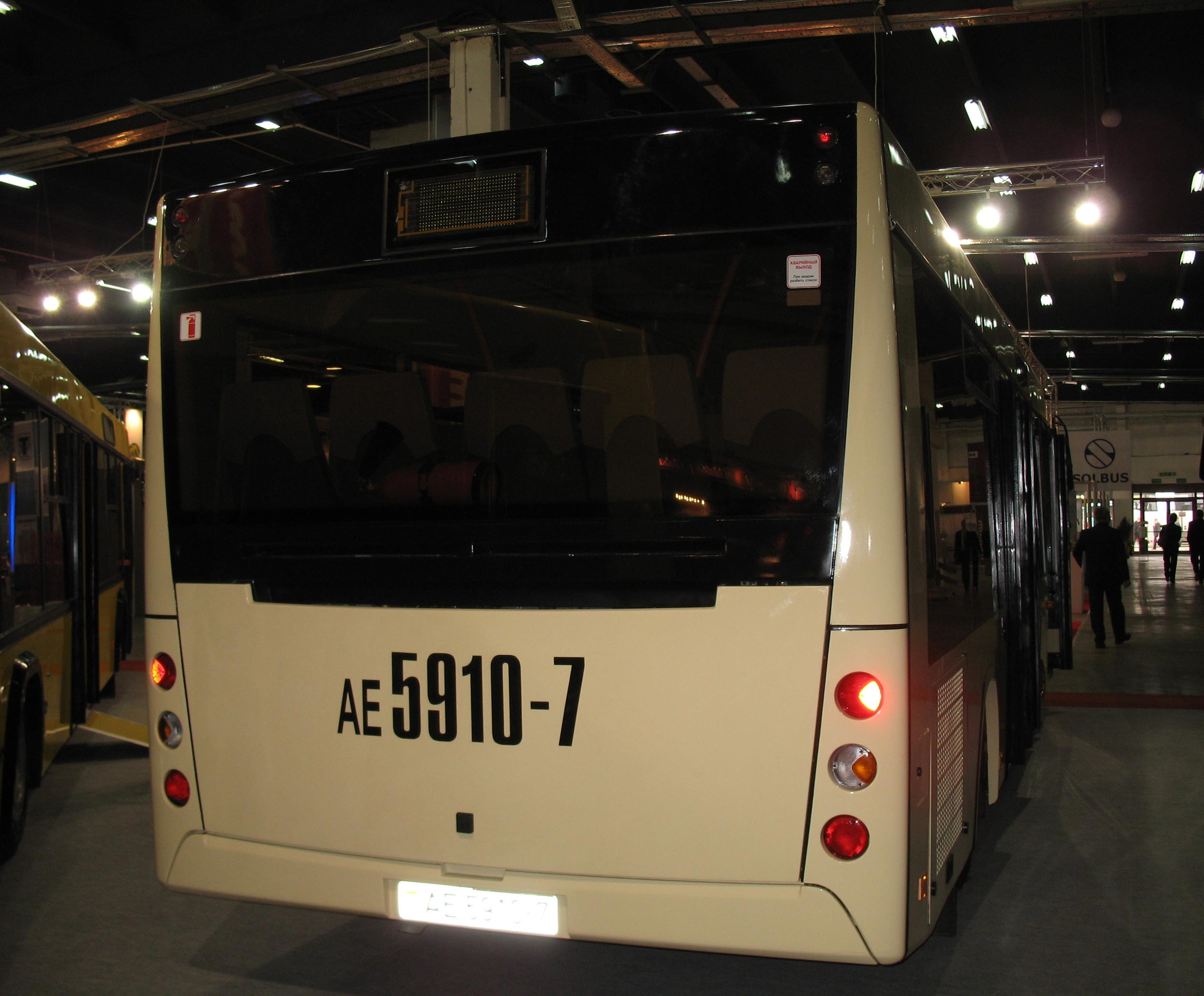
МАЗ-206, вид сзади (TRANSEXPO 2008, Кельце)
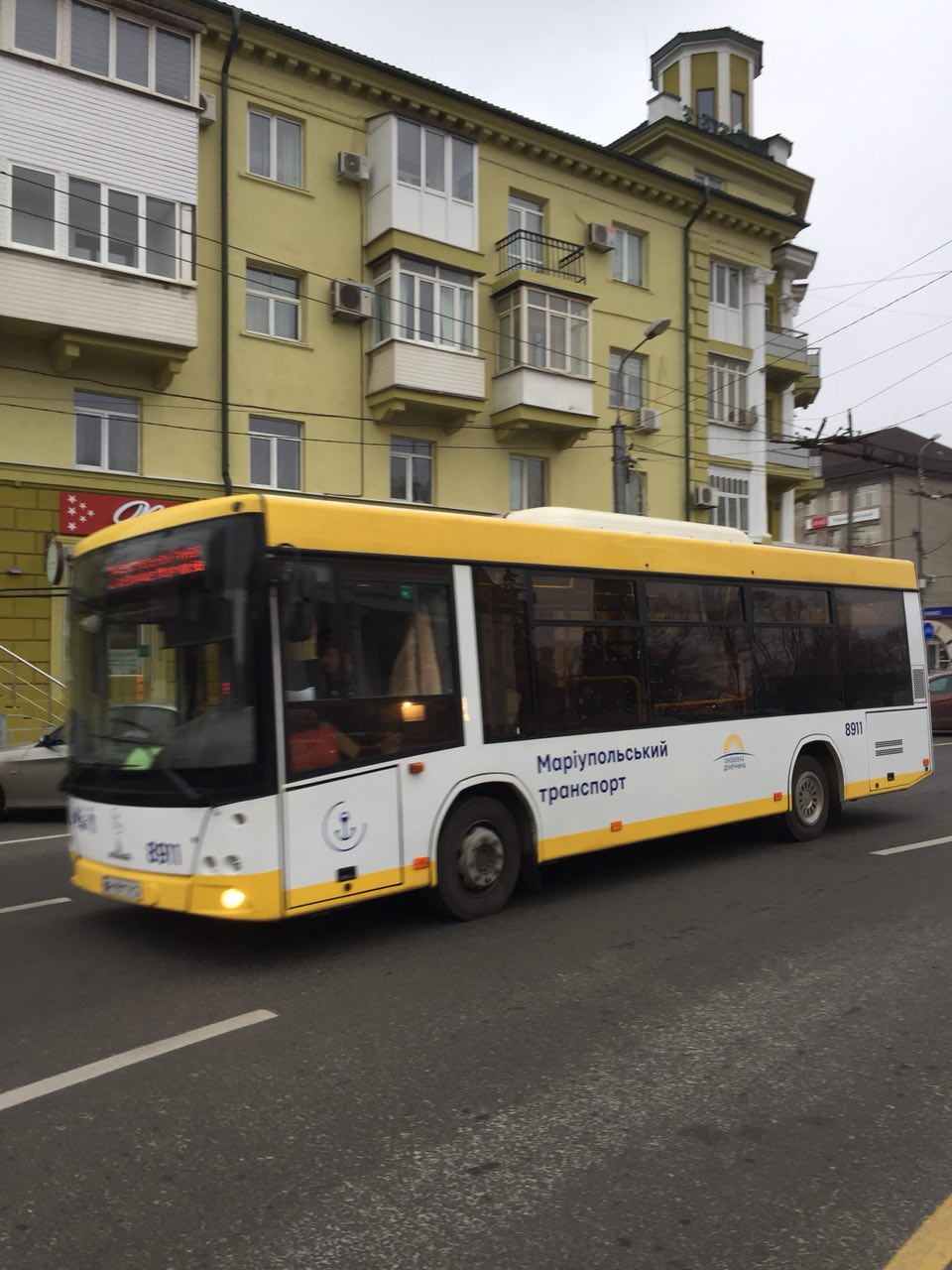
Вид слева (Мариуполь)
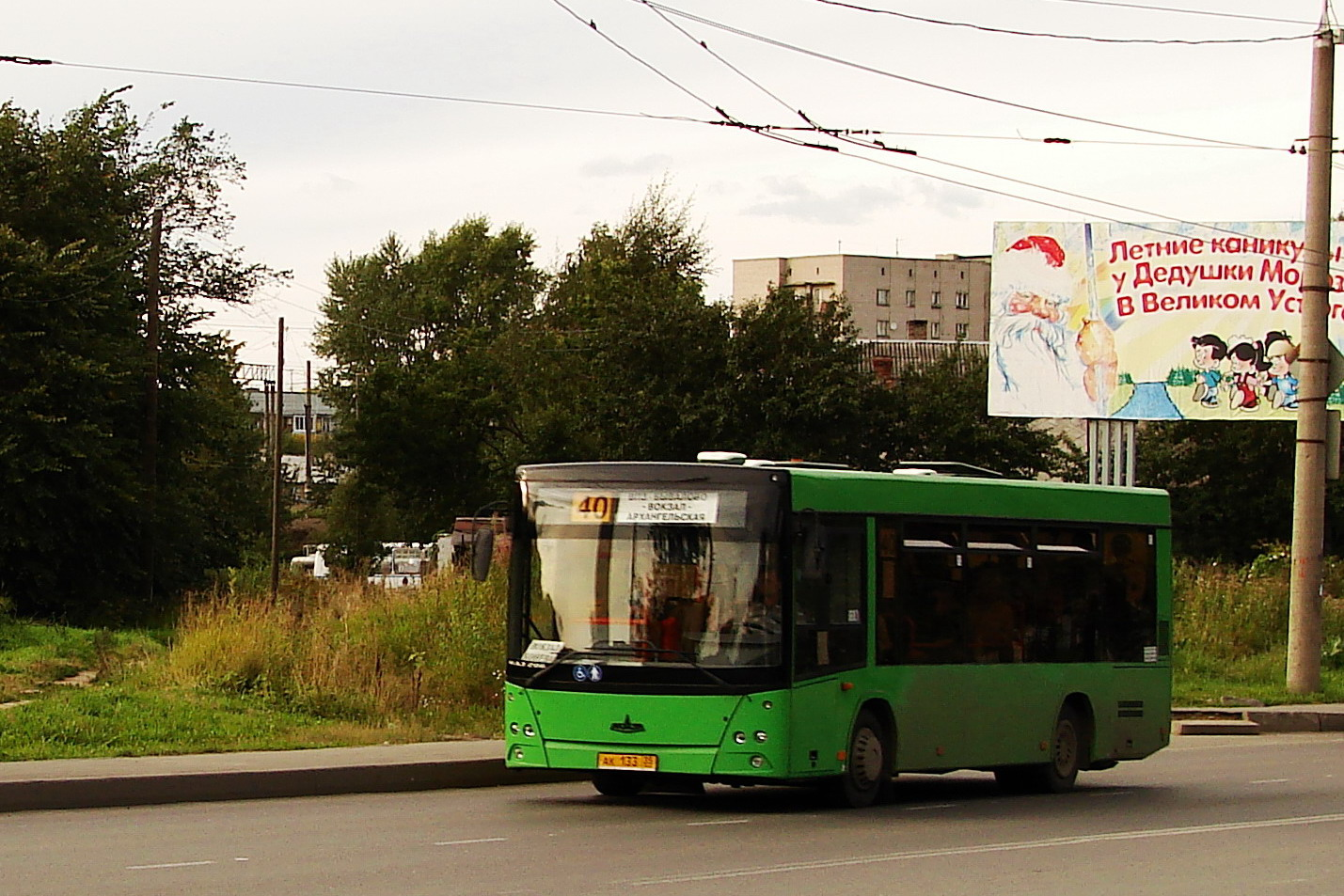
Вид слева (Вологда)
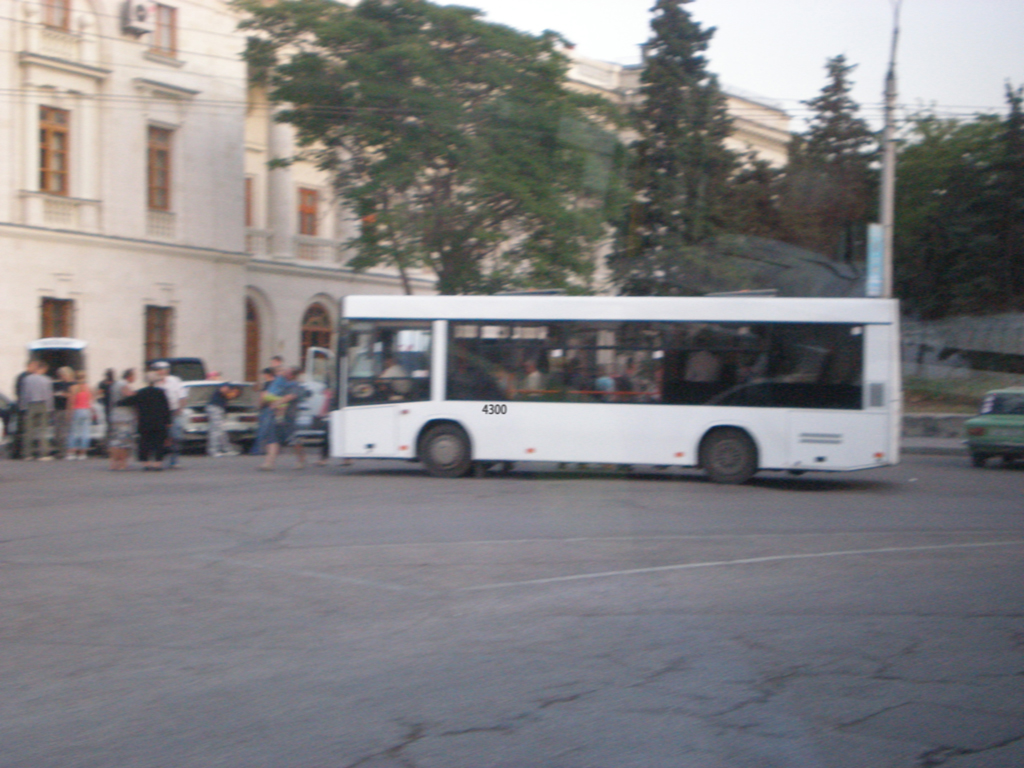
Вид сбоку слева (Севастополь)
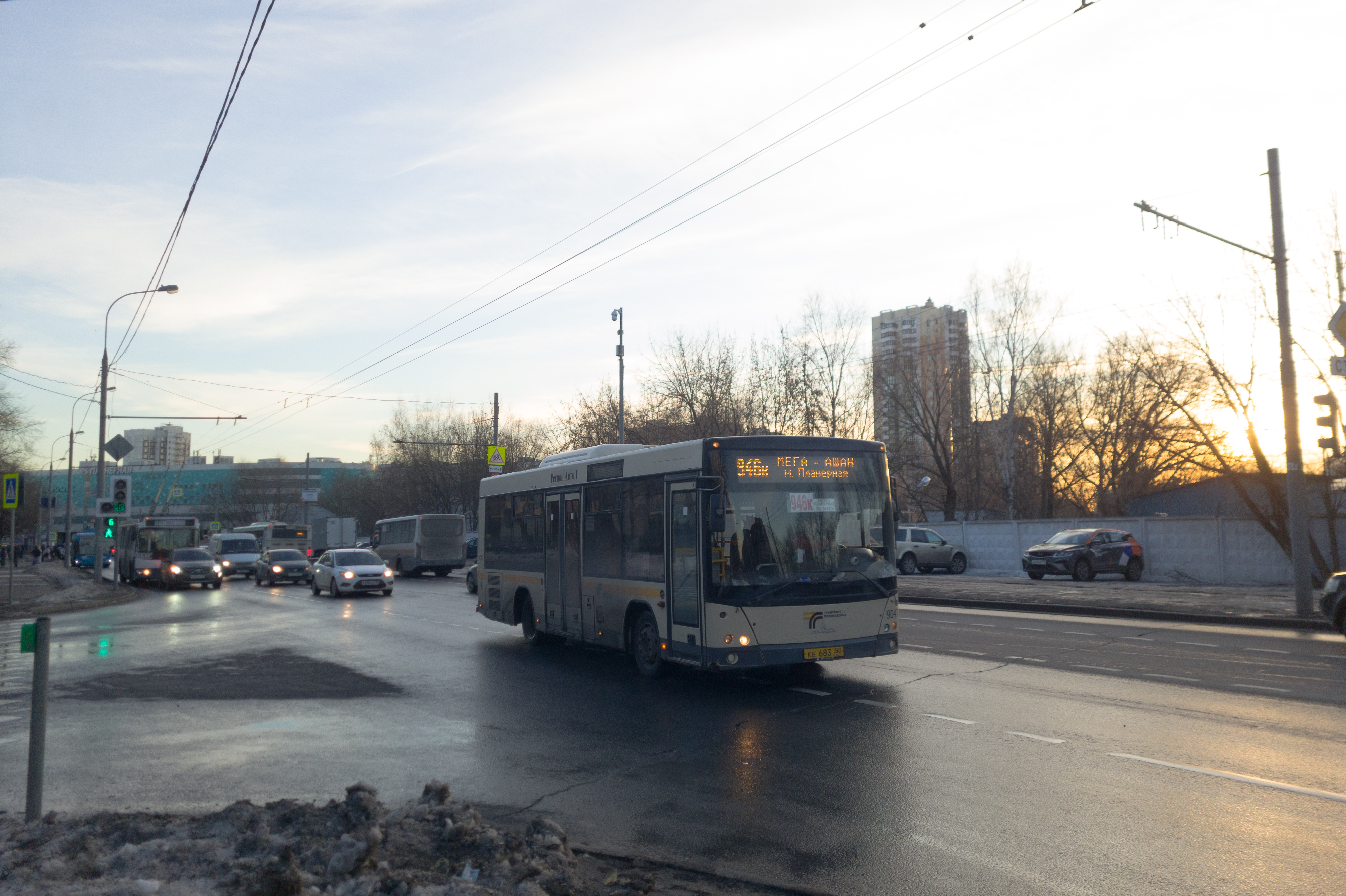
Вид спереди (Химки)
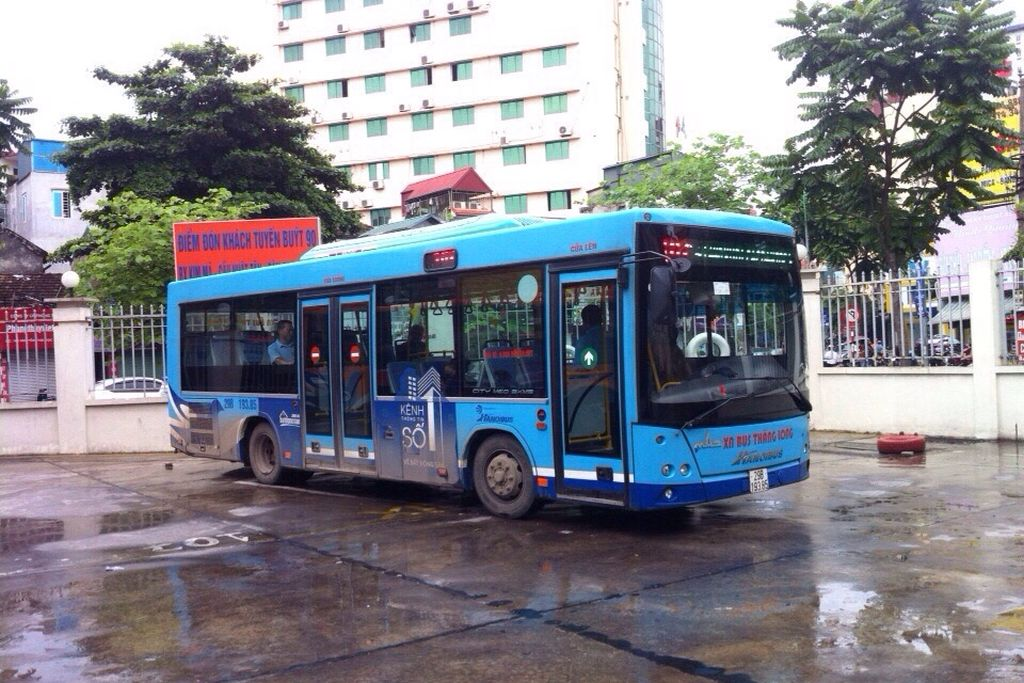
Вид справа (модель МАЗ-208[17], Ханой)
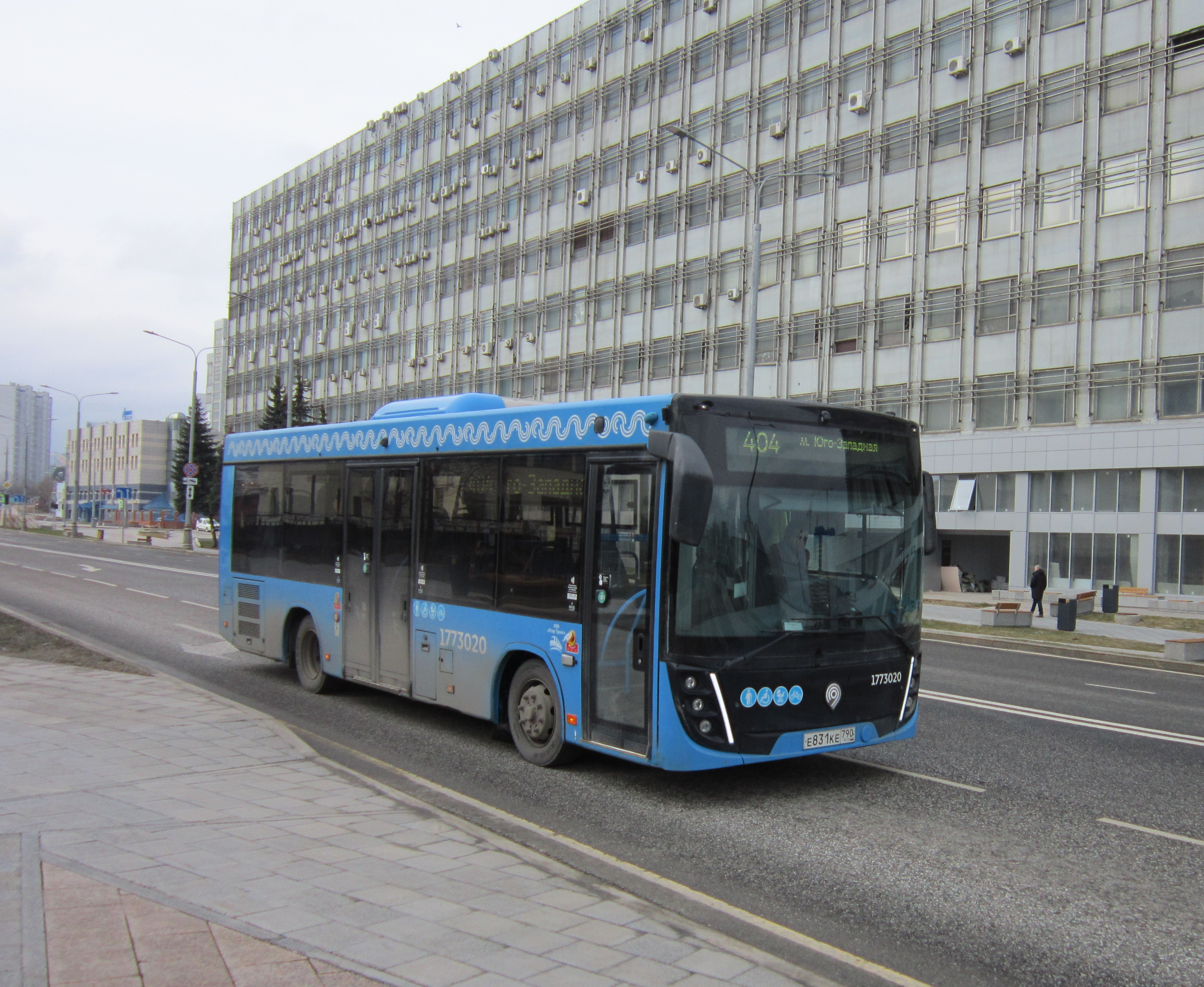
Вид спереди (рестайлинговая модификация, Москва). Видны кнопки адресного открытия дверей
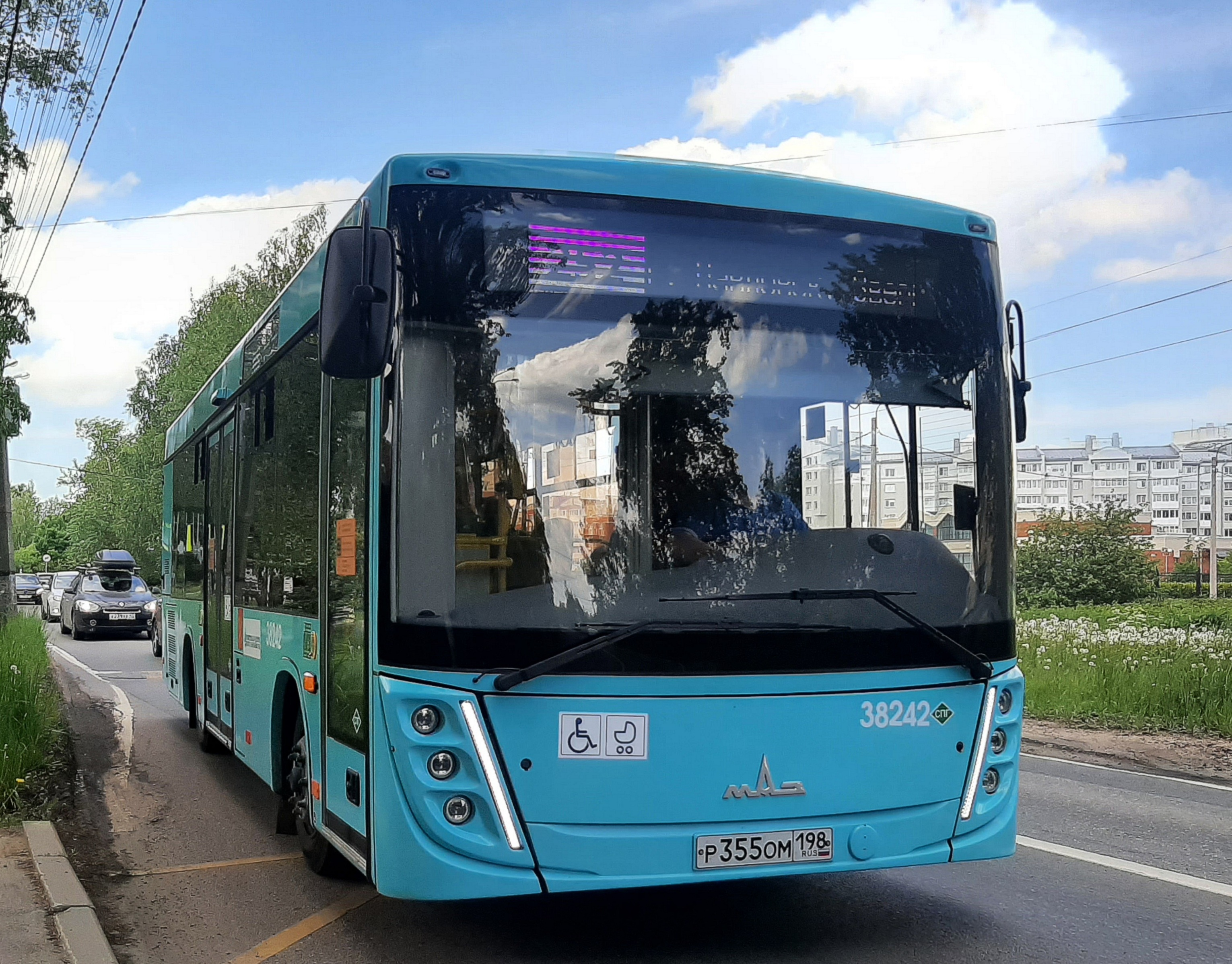
Вид спереди (рестайлинговая модификация на СПГ, Санкт-Петербург)
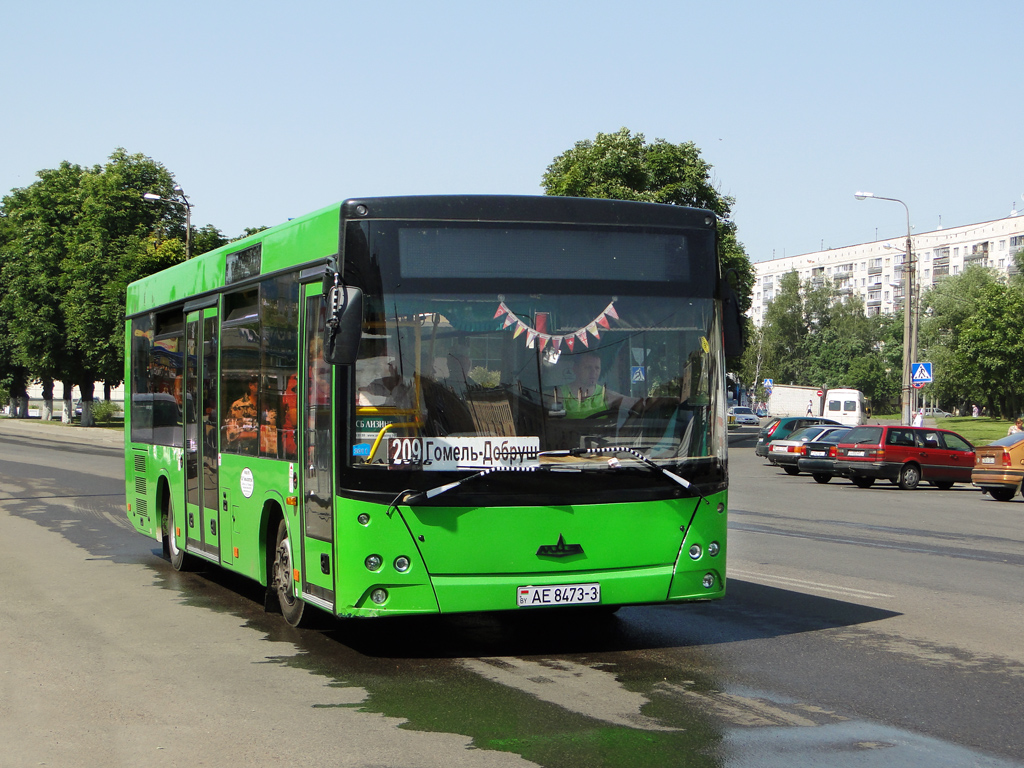
МАЗ-226.060 в Добруше